# Radmilla Cody
Radmilla A. Cody (nacida en 1975) es una cantante, modelo y activista contra la violencia doméstica estadounidense, perteneciente al pueblo Navajo. Fue la primera Miss Navajo birracial y, hasta la fecha, la única Miss Navajo con herencia afroamericana.

## Primeros años
Cody nació en el clan navajo Tłʼááshchíʼí. Su padre es afroamericano. Fue criada en las zonas rurales de la Nación Navajo por su abuela materna. Sus tareas diarias incluían el pastoreo de ovejas y el tejido. Cody recordó más tarde en una entrevista que este tiempo pasado en relativa soledad le dio tiempo para practicar sus primeras habilidades de canto, y el entorno que la rodeaba le permitió apreciar los sonidos de la naturaleza. Como su abuela se había convertido al cristianismo, otra influencia musical fue la de los coros cristianos que visitaban la iglesia local.

## Carrera
En 1997 participó y ganó el concurso Miss Navajo, un evento para el que se requiere un amplio conocimiento de las tradiciones navajo y fluidez en dicho idioma, en lugar de los ideales de belleza promovidos por los concursos de belleza occidentales. Después de esta experiencia, comenzó una carrera como artista musical.

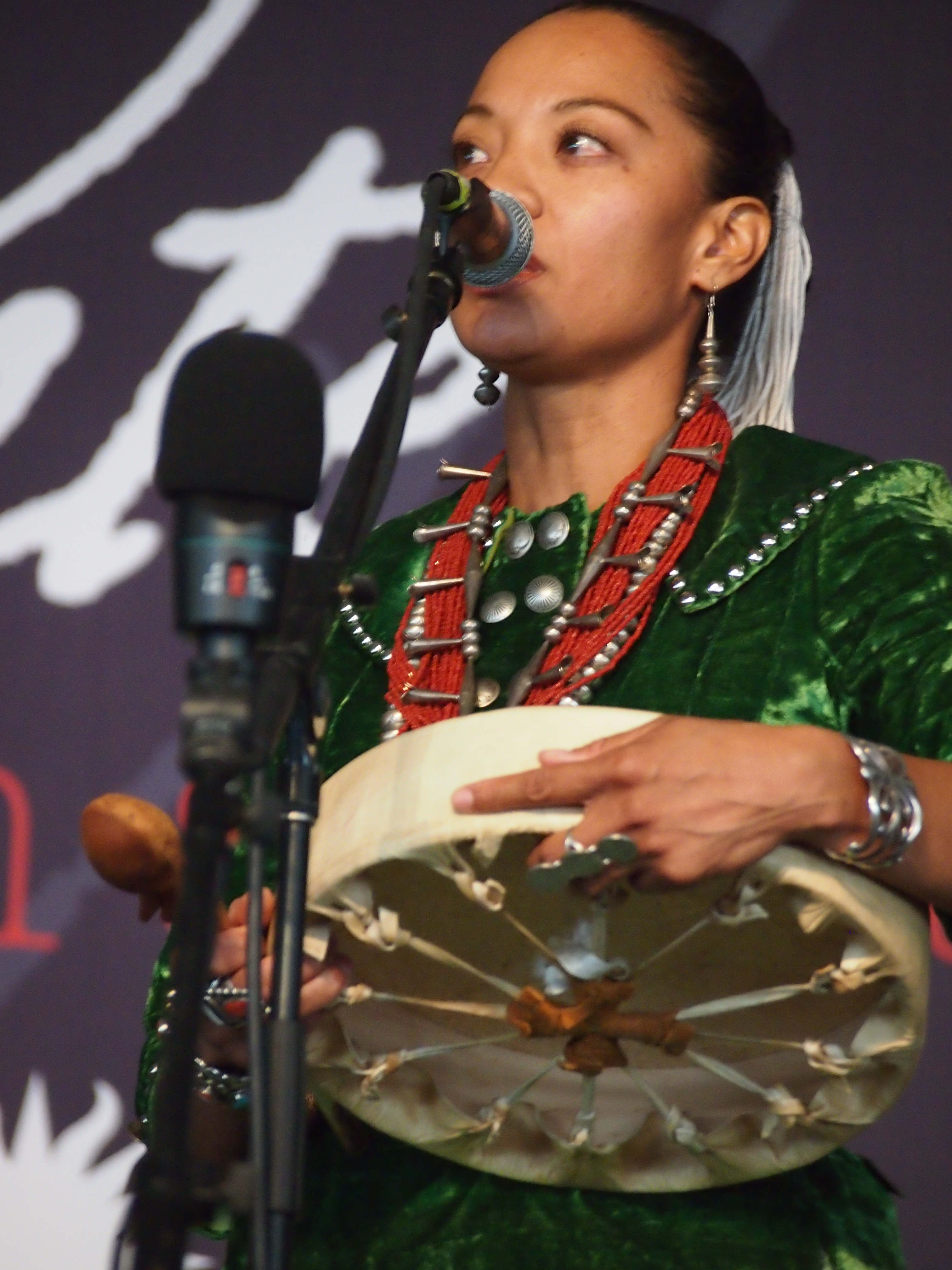
Radmilla Cody.

Su estilo musical refleja sus influencias aborígenes. Su primer álbum, titulado Within the Four Directions (que incluye la versión navajo de The Star-Spangled Banner), fue publicado en el año 2000. En 2002 ganó el Premio de Música Nativa Americana a la Mejor Artista Femenina por su álbum Seed of Life, y desde entonces ha publicado otros tres trabajos, Spirit of a Woman, Precious Friends y Shi Keyeh en 2005, 2007 y 2011 respectivamente. Este último álbum fue nominado como Mejor Álbum de Raíces Regionales en los Premios Grammy de 2012.

## Controversia
En 2003 se declaró culpable por "interpretación errónea de un delito grave" por enviar mil dólares a su novio, que estaba involucrado en el tráfico de marihuana en Las Vegas, Nevada, y admitió saber que el dinero se utilizaría para esas actividades ilegales; cumplió 21 meses de cárcel. Posteriormente fue objeto de ataques raciales en público, aunque otras personas expresaron su apoyo y comprensión por su situación debido a que su novio era abusivo y opresivo. Desde entonces se ha convertido en defensora y activista contra la violencia doméstica.

## Discografía
- Within the Four Directions (2000)
- Seed of Life (2002)
- Spirit of a Woman (2005)
- Precious Friends (2007)
- Shi Keyah: Songs for the People (2011)